# آرثر هوبنر
آرثر هوبنر (بالألمانية: Arthur Hübner) (و. 1878 – 1934 م) هو طبيب نفسي، وأستاذ جامعي، من ألمانيا، ولد في جنيزنو، توفي في بون، عن عمر يناهز 56 عاماً.

## مناصب وهيئات
أدار جامعة بون.